# Thomas Vu Dình Hiêu

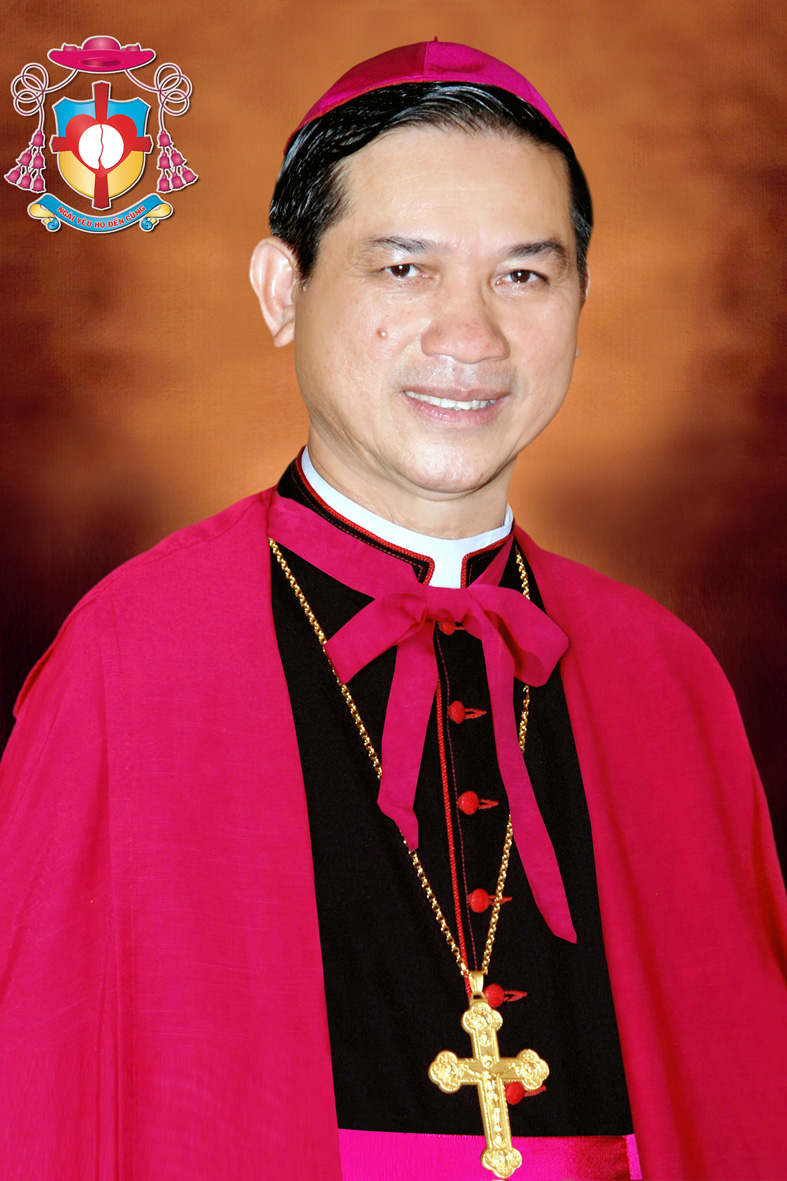
Thomas Vu Dình Hiêu

Thomas Vu Dình Hiêu (* 30. Oktober 1954 in Ninh My) ist ein vietnamesischer Geistlicher und römisch-katholischer Bischof von Bùi Chu.

## Leben
Thomas Vu Dình Hiêu besuchte das Knabenseminar des Bistums Xuân Lộc und studierte anschließend Philosophie und Theologie am Priesterseminar Pius X. in Đà Lạt. Aufgrund der schwierigen politischen Verhältnisse unter der sozialistischen Regierung Vietnams konnte er zunächst nicht die Priesterweihe empfangen. Von 1977 bis 1988 arbeitete er als Laie in der Pfarrseelsorge. Von 1988 bis 1999 war er persönlicher Sekretär des Bischofs von Xuân Lộc, Paul Marie Nguyên Minh Nhât. Am 22. Januar 1999 empfing er das Sakrament der Priesterweihe für das Bistum Xuân Lộc.
Nach der Priesterweihe war er bis 2000 weiter in der Verwaltung des Bistums tätig und studierte anschließend bis 2006 am Katholischen Institut von Toulouse und erwarb die Maîtrise in Theologie. Ab 2006 war er Kanzler der Diözesankurie.
Papst Benedikt XVI. ernannte ihn am 25. Juli 2009 zum Titularbischof von Bahanna und zum Weihbischof in Xuân Lộc. Die Bischofsweihe spendete ihm der Bischof von Xuân Lộc, Dominique Nguyên Chu Trinh, am 10. Oktober desselben Jahres; Mitkonsekratoren waren Cosme Hoàng Van Dat SJ, Bischof von Bắc Ninh, und Thomas Nguyên Van Trâm, Bischof von Bà Rịa.
Am 24. Dezember 2012 berief ihn Benedikt XVI. zum Koadjutorbischof von Bùi Chu. Mit dem Tod von Joseph Hoàng Van Tiem am 17. August 2013 folgte er diesem als Bischof von Bùi Chu nach.